# Джунгарське ханство
Джунгарське (також Зюнгарське або Дзюнгарське) ханство — держава кочових ойратських племен, яка існувала у XVII—XVIII сторіччях. Держава була розташована в так званій Джунгарії (від монгольського словосполучення «зун гар») — ліва сторона території в районі Алтаю, Тянь-Шаню та Гобі. Ядром Джунгарського ханства була теперішня частина китайського північного Сіньцзян-Уйгурського автономного району (Китайський Туркестан).

## Населення
Основу ханства складав союз чотирьох монгольських племен: чорос, дербе, хошо, торго. Надалі торго відділилися, їхнє місце зайняли хой. Ці племена зосереджували владу над іншими народами, які мешкали на території Джунгарії, та збирали з них данину. Кожне з чотирьох племен мало свого великого князя (тайчі, тайші), але чороський великий тайчі був головним, його називали ханом — контайчі або хунтайджи. Кочів'я чоросів розташовувалися в центрі держави, навколо якого розміщалися споріднені племена ойратів. Зовнішнє коло складали різні підкорені народи: тюркські племена Алтаю та Урянхаю, східні киргизи, казахи лівого відділу, міста східного Туркестану.

## Політичний устрій

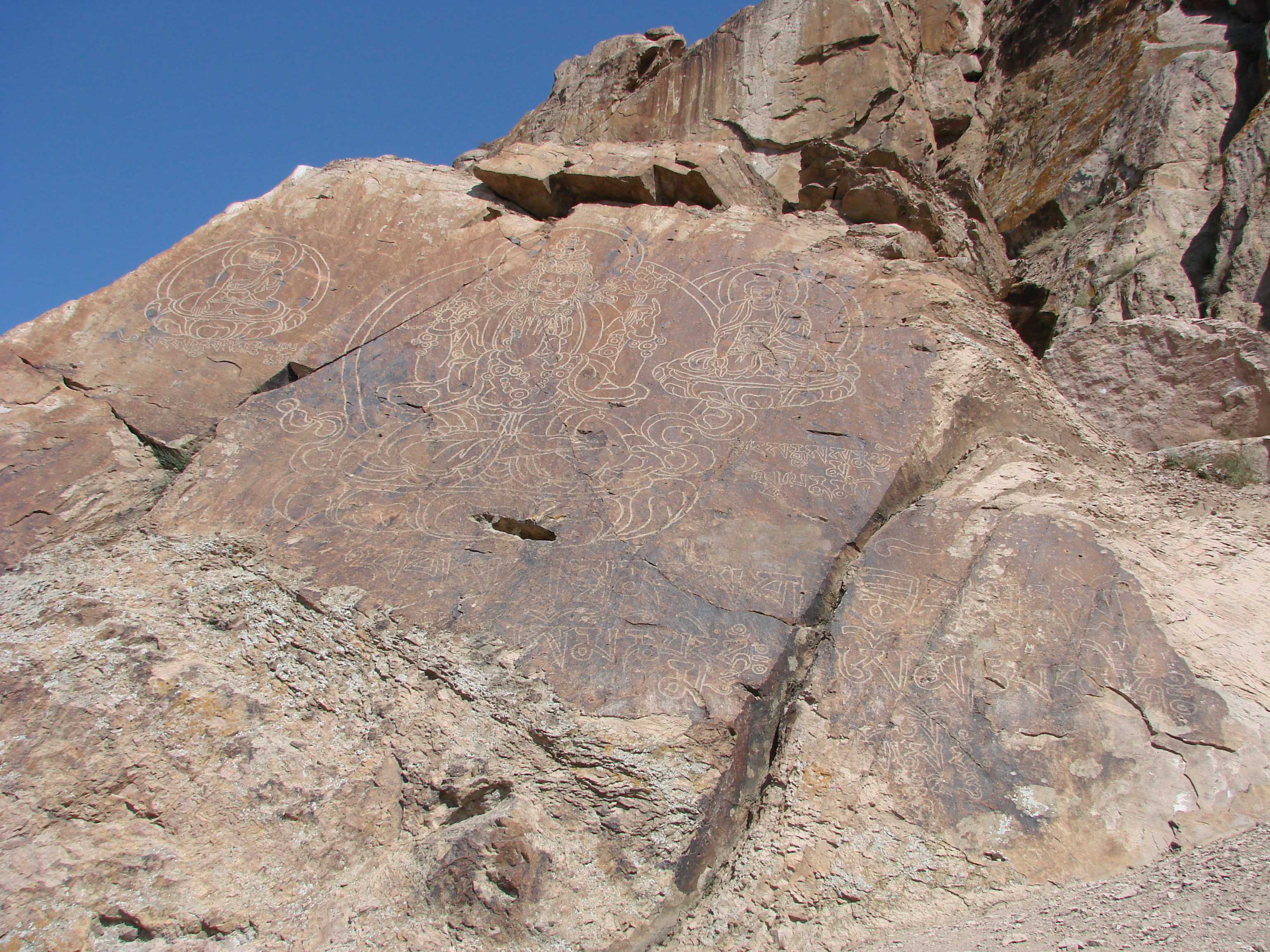
Зображення Будди на скелях біля Алмати

За політичним устроєм Джунгарське ханство — ранньофеодальна кочова держава, правитель якої був власником усієї землі, а худоба перебувала у власності окремих родин. Основним феодальним об'єднанням був улус, який складався з кількох родових союзів — отоків та аймаків. Оток був об'єднанням як споріднених груп, так і представників інших родів та племен, які кочували на певній території та залежних від одного володаря. Разом з тим, оток становив собою військову одиницю, яка споряджувала певну кількість воїнів. Оток налічував від 500 до 5000 родин, у період розквіту держава складалась з 24 отоків. Аймак відрізнявся тим, що об'єднував тільки споріднені родини.
На чолі кожного улусу стояв тайджи (тайчі, тайші), кілька улусів складали плем'я. Голова найсильнішого та найчисельнішого улусу вважався головою племені. Хани та тайджи складали аристократичний клас (нойони), вони вели своє походження від Чингісхана та його братів. Іншу групу феодалів складали зайсани, які стояли на чолі аймаків та їхні помічники демчі. Великий вплив мало ойратське духовенство, яке було пов'язане з ламаїстською церквою Тибету. Найчисленнішим прошарком суспільства були арати (скотарі), вони повинні були сплачувати податки та виконувати доручення представників влади.
Хан зосереджував у своїх руках необмежену владу, вона переходила у спадок від батька до сина. Найвищим органом виконавчої та судової влади був зарго, який складався з близьких до хана зайсанів та ієрархів церкви, а у XVIII сторіччі до нього входили уйгурські беки. Хан і тайджи мали постійних дружин, у разі війни все здорове чоловіче населення залучалося до ополчення. Управління ханством здійснювалося за законами, які були засновані на звичаях монгольських народів.

## Економіка
Основу економіки держави становило екстенсивне кочове скотарство. Крім того, внаслідок віддаленості джунгарів від центрів ремесла та землеробства та через зовнішньополітичні проблеми, обумовлені війнами, стимулювались у них розвиток власного ремесла та землеробства. Наприклад, у завойованому Східному Туркестані відливалися мідні монети з написами джунгарською та тюркською мовами. Джунгарське ханство підтримувало тісні економічні зв'язки із сусідніми країнами. Торгові каравани звідси ходили у Росію, Китай, Середню Азію.

## Війни Джунгарського ханства
Протягом всього існування ханство проводило активну завойовницьку політику, феодали здійснювали спустошливі походи на казахські землі, на Алтай, який належав Російській імперії, у Китай. Такі походи мали на меті пограбування населення, та дуже часто супроводжувались невмотивованою жорстокістю щодо мирного населення. Крім того, джунгари в ході війн планомірно приєднували суміжні землі та обкладали даниною народи, які на них мешкали. Так до складу ханства увійшла частина казахів, уйгури, східні киргизи та інші народи та племена. Найбільш кровопролитними були війни з казахами та Китайською імперією, у ті часи джунгари були найлютішим ворогом для Китаю. Результатом цих війн стало завоювання ханства китайським імператором династії Цін у 1756 році.

## Геноцид джунгарів
У липні 1756 року китайська армія, яка складалася з маньчжурів, монголів та солонів, скориставшись внутрішніми суперечками аристократії та боротьбою за титул хана, вдерлася на територію Джунгарії, розбила її війська та почала планомірно нищити мирний люд. Загалом, за наказом китайського імператора Цяньлуна, було згублено 600 тисяч джунгарів, що становить 80 % населення, невелика частина була захоплена в полон, врятувалися лишень ті, що встигли перейти на територію Казахського ханства та Російської імперії. Таким чином, була знищена держава разом з її мешканцями. На ці території переселили мусульман з Кашгару та Ганьсу.